# Деріан (Іллінойс)
Деріан (англ. Darien) — місто (англ. city) в США, в окрузі Дюпаж штату Іллінойс. Населення — 22 011 особа (2020).

## Географія
Деріан розташований за координатами 41°44′44″ пн. ш. 87°58′53″ зх. д. / 41.74556° пн. ш. 87.98139° зх. д. (41.745663, -87.981494).  За даними Бюро перепису населення США в 2010 році місто мало площу 16,32 км², з яких 16,00 км² — суходіл та 0,32 км² — водойми.

## Демографія
Згідно з переписом 2010 року, у місті мешкало 22 086 осіб у 8925 домогосподарствах у складі 6323 родин. Густота населення становила 1353 особи/км².  Було 9275 помешкань (568/км²).
Расовий склад населення:
| - 81,4 % — білих - 11,9 % — азіатів - 3,2 % — чорних або афроамериканців - 0,1 % — корінних американців - 1,6 % — осіб інших рас |

До двох чи більше рас належало 1,7 %. Частка іспаномовних становила 6,3 % від усіх жителів.
За віковим діапазоном населення розподілялося таким чином: 20,1 % — особи молодші 18 років, 62,3 % — особи у віці 18—64 років, 17,6 % — особи у віці 65 років та старші. Медіана віку мешканця становила 46,0 року. На 100 осіб жіночої статі у місті припадало 92,5 чоловіків;  на 100 жінок у віці від 18 років та старших — 89,5 чоловіків також старших 18 років.
Середній дохід на одне домашнє господарство  становив 101 484 долари США (медіана — 80 048), а середній дохід на одну сім'ю — 117 599 доларів (медіана — 94 863). Медіана доходів становила 71 118 доларів для чоловіків та 52 910 доларів для жінок. За межею бідності перебувало 6,0 % осіб, у тому числі 8,2 % дітей у віці до 18 років та 7,3 % осіб у віці 65 років та старших.
Цивільне працевлаштоване населення становило 11 131 осіб. Основні галузі зайнятості: освіта, охорона здоров'я та соціальна допомога — 28,8 %, науковці, спеціалісти, менеджери — 11,8 %, роздрібна торгівля — 10,9 %, виробництво — 10,6 %.